# Rob Bellamy
Pour les articles homonymes, voir Bellamy.
Rob Bellamy (né le 30 mai 1985 à Westfield, dans l'État du Massachusetts aux États-Unis) est un joueur professionnel américain de hockey sur glace.

## Carrière de joueur
Il a été repêché au 9e tour, 92e au total par les Flyers de Philadelphie au repêchage d'entrée de 2004. Il commence sa carrière avec les Phantoms de Philadelphie dans la Ligue américaine de hockey lors de la saison 2007.

## Statistiques
| Saison    | Équipe                                | Ligue     |    | Saison régulière | Saison régulière | Saison régulière | Saison régulière | Saison régulière |   | Séries éliminatoires | Séries éliminatoires | Séries éliminatoires | Séries éliminatoires | Séries éliminatoires |
| Saison    | Équipe                                | Ligue     | PJ | B                | A                | Pts              | Pun              | PJ               | B | A                    | Pts                  | Pun                  |                      |                      |
| 2002-2003 | Berkshire School                      | USHS-Prep | 32 | 21               | 21               | 42               | 128              | -                | - | -                    | -                    | -                    |                      |                      |
| 2003-2004 | Coyotes Jr. de la Nouvelle-Angleterre | EJHL      | 39 | 19               | 25               | 44               | 20               | -                | - | -                    | -                    | -                    |                      |                      |
| 2004-2005 | Black Bears du Maine                  | NCAA      | 28 | 3                | 4                | 7                | 34               | -                | - | -                    | -                    | -                    |                      |                      |
| 2005-2006 | Black Bears du Maine                  | NCAA      | 40 | 6                | 9                | 15               | 77               | -                | - | -                    | -                    | -                    |                      |                      |
| 2006-2007 | Black Bears du Maine                  | NCAA      | 37 | 1                | 7                | 8                | 82               | -                | - | -                    | -                    | -                    |                      |                      |
| 2007-2008 | Black Bears du Maine                  | NCAA      | 33 | 5                | 13               | 18               | 61               | -                | - | -                    | -                    | -                    |                      |                      |
| 2007-2008 | Phantoms de Philadelphie              | LAH       | 1  | 0                | 0                | 0                | 0                | -                | - | -                    | -                    | -                    |                      |                      |
| 2008-2009 | Phantoms de Philadelphie              | LAH       | 51 | 2                | 3                | 5                | 18               | -                | - | -                    | -                    | -                    |                      |                      |
| 2009-2010 | Phantoms de l'Adirondack              | LAH       | 62 | 2                | 5                | 7                | 20               | -                | - | -                    | -                    | -                    |                      |                      |
| 2010-2011 | Nottingham Panthers                   | EIHL      | 52 | 23               | 32               | 55               | 80               | 4                | 0 | 0                    | 0                    | 4                    |                      |                      |
| 2011-2012 | Jackals d'Elmira                      | ECHL      | 63 | 11               | 13               | 24               | 47               | 10               | 3 | 2                    | 5                    | 10                   |                      |                      |
| 2012-2013 | Jackals d'Elmira                      | ECHL      | 72 | 20               | 28               | 48               | 84               | 6                | 0 | 2                    | 2                    | 12                   |                      |                      |
| 2013-2014 | Jackals d'Elmira                      | ECHL      |    | 69               | 17               | 21               | 38               | 88               |   | -                    | -                    | -                    | -                    | -                    |
| 2014-2015 | Stingrays de la Caroline du Sud       | ECHL      |    | 63               | 3                | 22               | 25               | 46               |   | 27                   | 2                    | 6                    | 8                    | 6                    |